# Українці Молдови

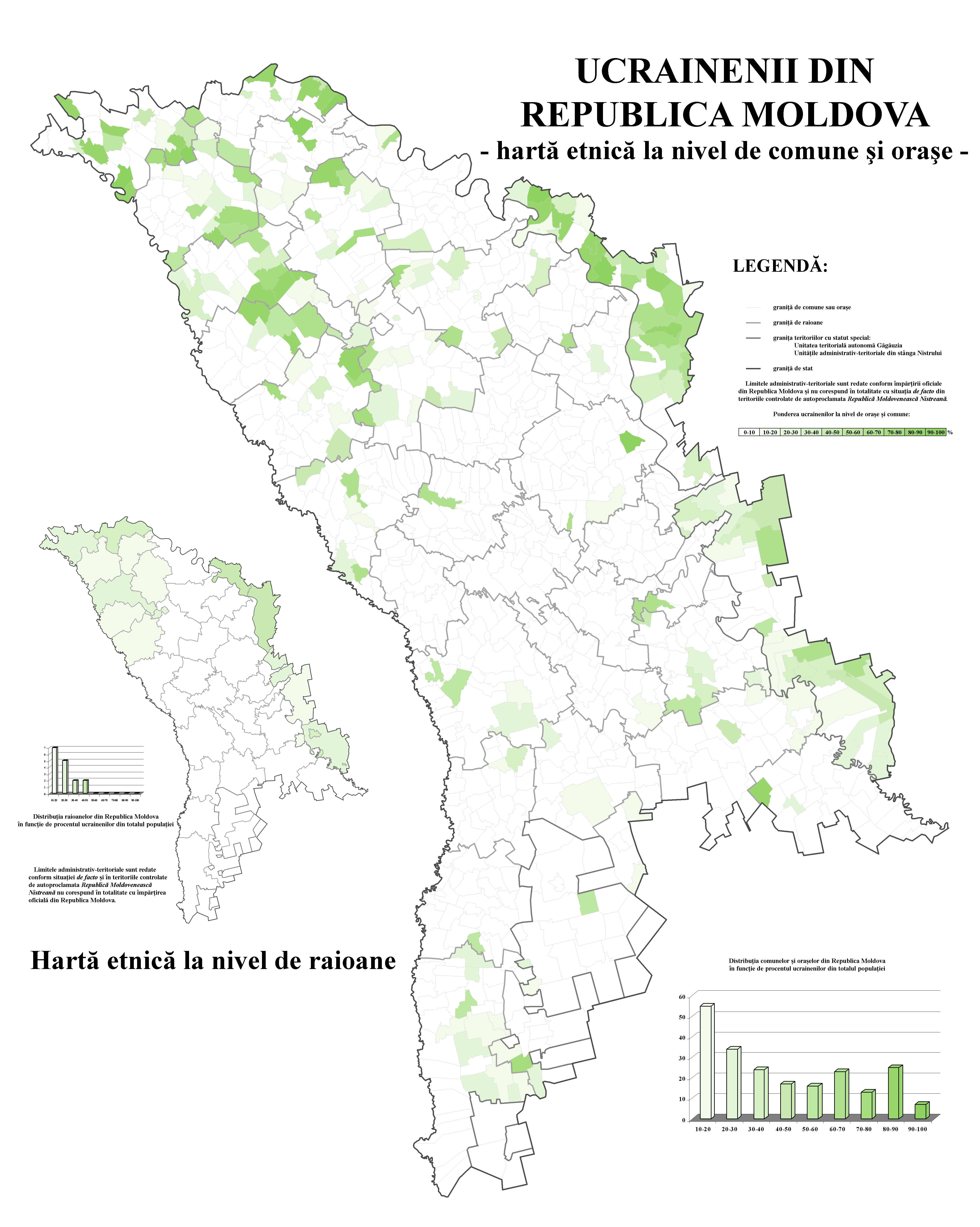
Розселення українців у Молдові за результатами перепису 2001

Украї́нці у Респу́бліці Молдо́ва за даними перепису 2014 року кількість українців становила 6,5 % (181 035 жителів) від загальної чисельності населення країни (без врахування "пмр").

## Чисельність
У Молдові є понад 300 населених пунктів, у яких українське населення становить більшість. Основна маса українського населення зосереджена в північних і східних регіонах Республіки.
| Рік  | Населення | Частка | Зміна     | Примітка             |
| ---- | --------- | ------ | --------- | -------------------- |
| 1817 | 30 000    | 6.2 %  | ▬         |                      |
| 1856 | 119 000   | 12.0 % | ▲ 296.7 % |                      |
| 1897 | 379 698   | 19.6 % | ▲ 219.1 % |                      |
| 1930 | 315 004   | 11.0 % | ▼ 17.0 %  |                      |
| 1941 | 261 200   | 11.1 % | ▼ 17.1 %  |                      |
| 1959 | 420 820   | 14.6 % | ▲ 61.1 %  |                      |
| 1970 | 506 560   | 14.2 % | ▲ 20.4 %  |                      |
| 1979 | 560 679   | 14.2 % | ▲ 10.7 %  |                      |
| 1989 | 600 366   | 13.8 % | ▲ 7.1 %   |                      |
| 2004 | 442 475   | 11.2 % | ▼ 26.3 %  |                      |
| 2014 | 181 035   | 6.5 %  | ▼ 59.1 %  | без врахування "пмр" |

## Мова українців Молдови
Станом на 2014 рік, в Молдові (без врахування "пмр") проживало 107 252 осіб (3,82 % населення Молдови), що вказала українською мовою рідною. Також, 73 802 осіб (2,63%) вказали українську мову повсякденною. 
| мова       | кількість осіб | частка, % |
| ---------- | -------------- | --------- |
| українська | 101 865        | 56,27     |
| російська  | 68 854         | 38,03     |
| молдовська | 6 659          | 3,68      |
| румунська  | 1 782          | 0,98      |
| інші       | 238            | 0,13      |
| не вказали | 1 637          | 0,90      |
| всього     | 181 035        |           |

| мова       | кількість осіб | частка, % |
| ---------- | -------------- | --------- |
| російська  | 96 815         | 53,48     |
| українська | 65 225         | 36,03     |
| молдовська | 12 612         | 6,97      |
| румунська  | 3 403          | 1,88      |
| інші       | 497            | 0,27      |
| не вказали | 2 483          | 1,37      |
| всього     | 181 035        |           |

## Законодавче забезпечення розвитку української національної культури
Див. також статтю Українсько-молдовські відносини.
Починаючи з кінця 1980-х років, у Республіці Молдова формувалася правова база в галузі міжетнічних відносин. 1 вересня 1989 року був прийнятий Закон «Про функціонування мов на території Республіки Молдова». Цей нормативний акт і донині є основним актом, що регулює використання й функціонування мов на території Республіки Молдова. Закон гарантує використання української мови для задоволення національно-культурних потреб українського населення Республіки, закріплює можливість використання української мови як мови спілкування з органами державної влади, гарантує право на виховання й навчання українською мовою.
У 1989 році прийнята Державна комплексна програма забезпечення функціонування мов на території Республіки Молдова. Окремий розділ Програми присвячений функціонуванню української мови в республіці. У цей час Департамент міжетнічних відносин розробляє проект нової програми.
Республіка Молдова 11 липня 2002 року підписала Європейську Хартію регіональних мов або мов меншин, яка очікує на ратифікацію.

## Двосторонні угоди
23 жовтня 1992 року в Кишиневі був підписаний Договір про добросусідство, дружбу і співробітництво між Республікою Молдова й Україною (набув чинності 5 січня 1997 року). Відповідно до положень Договору, Сторони гарантують забезпечення прав осіб, що належать до національних меншин у повній відповідності з нормами, закріпленими у документах ООН і ОБСЄ. Сторони забезпечують особам, що належать до їхніх національних меншин, і які проживають на території відповідної Сторони, як індивідуально, так і разом з іншими членами своєї групи, право на свободу вираження, право на збереження й розвиток етнічної, культурної, мовної й релігійної самобутності, забезпечують захист від будь-яких спроб асиміляції проти їхньої волі.

## Українська мова у сфері освіти, культури, науки, ЗМІ
Починаючи з кінця 1980-х — початку 1990-х років, у Республіці Молдова поступово створюються умови для використання української мови у сфері освіти. У цілому ряді шкіл Республіки українська мова й література введені як окремі предмети, створені експериментальні класи, у яких процес навчання відбувається українською мовою.
У 2006—2007 навчальному році в 57 навчальних закладах Республіки (без урахування Придністровського регіону), зокрема, в 6 ліцеях українська мова й література вивчаються як навчальна дисципліна 3 години на тиждень. У трьох навчальних закладах Республіки (ліцеї с. Унгри, району Окниця; ліцеї с. Нигорень, район Ришкани; школі м. Бричани) функціонують 18 експериментальних класів, де навчання ведеться українською мовою.
Українську мову вивчають у понад 30 навчальних закладах Придністров'я.
У Бєльському педагогічному університеті ім. А.Руссо створена (1994) і функціонує кафедра української мови й літератури, яка готує вчителів української мови й літератури для середньої школи (підготовлено майже 100 вчителів). У Липканському педагогічному коледжі готують вихователів дитячих садків і вчителів української мови для початкових класів (з 1993 року). Значна частина вчителів української мови й літератури підготовлена в Україні. Щорічно майже 30 вчителів проходять курси підвищення кваліфікації в Україні. У закладах вищої освіти України навчаються 91 громадян Республіки Молдови, з яких 3 — в аспірантурі.
У Республіці видані підручники української мови й літератури, а також підручники для шкіл з українською мовою навчання. Над розробкою цих підручників працюють молдовсько-українські творчі колективи вчених і вчителів–практиків. У середніх навчальних закладах Республіки, де вивчається українська мова, введено курс «Історія, культура й традиції українського народу».
У Міністерстві освіти Республіки Молдова діє Відділ навчання мовами національних меншин, що займається питаннями викладання українською мовою.
У Кишиневі силами Товариства української культури в Республіці Молдова й інших українських етнокультурних організацій при храмі св. Володимира створений і функціонує український культурно-освітній центр, при якому відкрито музей «Українці в культурі Молдови», також постійно (з 1999 року) функціонує недільна школа, де вивчають українську мову й культуру українців, історію України. Школу відвідують переважно діти 1-4 класів.
З 1991 року в Кишиневі постійно функціонує Бібліотека української літератури ім. Лесі Українки. Вона володіє великим фондом літератури українською й іншими мовами, серед якої — твори класиків української літератури (Т.Шевченка, Л.Українки, І.Франка, І.Нечуй-Левицкого та ін.), доробки сучасних українських письменників (О.Гончара, П.Загребельного та ін.). Значну частину фонду становлять періодичні видання України. Бібліотека проводить культурні заходи: зустрічі з цікавими людьми, вечори з відзначення ювілейних і пам'ятних дат України, літературні вечори, виставки.
У Республіці Молдова діють 259 українських фольклорних колективів, з яких 11 — зразкові. Традиційним стало проведення в Молдові щорічних новорічних свят, Днів слов'янської писемності й культури, Етнокультурного фестивалю, заходів з нагоди Міжнародного дня захисту дітей. У всіх цих заходах беруть активну участь українські творчі колективи, а також етнокультурні організації, як республіканські, так і місцеві. Українці щорічно організовують заходи у рамках відзначення Шевченківських днів, днів пам'яті видатних діячів культури, відзначають День незалежності України, інші знаменні дати української історії, народні свята.
Великий внесок у розвиток і збагачення культури Молдови вносить створений у 1994 році Благодійний фонд професійних художників — українських народних майстрів «Ренаштере — Відродження» Республіки Молдова (кер. Осередчук Е. П.). Членами Фонду є понад ста художників, школярів і студентів. Фонд проводить велику культосвітню роботу: організовує тематичні виставки, бере активну участь у різноманітних заходах національкого й міжнародного рівня. Традиційним стало проведення виставок, присвячених пам'яті Т. Г. Шевченка, виставки з нагоди Дня незалежності України, Днів слов'янської писемності й культури в Республіці Молдова тощо.
Значною подією стало відкриття 12 березня 2002 р. у м. Бєльці пам'ятника Т. Г. Шевченку. Пам'ятник був встановлений за активної участі Товариства української культури в Республіці Молдова, за сприяння адміністрації муніципалітету Бельць і Львівської ОДА.
При Інституті міжетнічних досліджень Академії наук Молдови діє Відділ історії, мови й культури українського населення Молдови, створений в 1991 році. Інститут займається вивченням історії українців Молдови, мови місцевого українського населення, фольклору, етнології українців. Співробітники відділу разом з Міністерством освіти Республіки Молдова беруть участь у розробці підручників української мови й літератури, а також підручників для шкіл з українською мовою навчання. За час роботи Відділу підготовлені й видані монографії: «Нариси історії етнографічного вивчення українського населення Бессарабії XIX — початку XX століть» (2001), «Український театр на кишинівській сцені» (1995), «Сторінки літопису» (1998), «Змови півночі Молдови» (2002) та ін.; надруковано понад 200 наукових, науково-популярних і методичних статей і доповідей.
Понад 40 років над вивченням української тематики, а також історії, мови й культури етносів Молдови плідно працює академік Академії наук Молдови й письменник К. Ф. Попович, автор понад 500 публікацій і 40 книг (зокрема, монографій «Український театр на кишинівській сцені» (1995) і «Сторінки літопису» (1998)).
Компанія «Телерадіо-Молдова» регулярно транслює на всю територію Республіки теле- і радіопередачі українською мовою. Щотижня виходить у ефір телевізійна програма українською мовою «Світанок» (35 хв.) і радіожурнал «Відродження» (30-45 хв.). У районі Бричани і муніципалітеті Бельці місцеві теле- і радіостанції транслюють передачі українською мовою. На території Республіки ретранслюються передачі телерадіокампаній України.
Союз українців Молдови «Заповіт – Моштенире» видає загальнонаціональну газету «Рідне слово» (Бельці, головний редактор — Степан Лядрик). У м. Рибниця (Придністров'я) виходить українською мовою газета «Гомін».
У Республіці Молдова виходить художня й наукова література українською мовою. Але регулярного книговидання українською мовою в Республіці немає.

## Участь українського населення в економічному і громадському житті
Українське населення Молдови представлене практично у всіх сферах національної економіки: промисловості, торгівлі, охороні здоров'я, сільському господарстві, а також воно презентовано в науці й культурі Республіки. Українці Молдови беруть активну участь у громадському житті країни. При Департаменті міжетнічних відносин акредитовано 8 суспільних етнокультурних об'єднань українців, що мають загальнонаціональний статус і зареєстровані Міністерством юстиції Республіки Молдова, зокрема: Товариство української культури Республіки Молдова (створене в 1990 р.), Громада українських жінок Республіки Молдова (1993), Українська громада Республіки Молдова (1994), Товариство «Просвіта» ім. Т.Шевченка (1994), Благодійний фонд професійних художників українських народних майстрів «Ренаштере — Відродження» Республіки Молдова (1994), Союз українців Республіки Молдова (1995), Союз українців Молдови «Заповіт – Моштенире» (Бельці, 2002), Асоціація української молоді Молдови «Злагода» (2004). Керівники всіх зазначених українських організацій є членами Координаційної ради етнокультурних організацій, що діє як дорадчий орган при Департаменті міжетнічних відносин.
У районах Бричани, Келераш (с. Хиржавка), Кріулень (с. Белцата), Єдинець, Фалешти, Глодень, Оргіїв (с. Іванча), Ришкань, Сорока, Тараклія (с. Мусайту), муніципалітетах Кишинів й Бельці діють місцеві суспільні етнокультурні об'єднання українців.

## Зареєстровані українські організації в Молдові
На сьогодні при Бюро міжетнічних відносин РМ (державній установі, яка здійснює політику РМ в галузі міжетнічних відносин і має забезпечувати збереження і розвиток етнічної, культурної та мовної самобутності, реалізацію конституційних прав громадян — представників нацменшин) акредитовані такі українські громадські організації:
- Українська громада Республіки Молдова (голова Олійник М. К.),
- Союз українців Республіки Молдова (Мислицька С. Г.)[4],
- Товариство української культури ім. Т.Шевченка Республіки Молдова (Майстренко О. Ф.)[4][5],
- Жіноча громада українок Молдови (Морару В. С.),
- Товариство «Просвіта» ім. Т. Г. Шевченка в Молдові (Рогова Г. М.),
- Благодійний фонд професійних художників, майстрів української народної творчості, художніх ремесел і промислів «Відродження» (Осередчук Є. П.),
- Союз українців Молдови «Заповіт — Моштенире» (м. Бельці)[5],
- Громада українців ім. Петра Могили (Кожухар В. Г.),
- Асоціація української молоді РМ «Злагода» (Лекарцев Д. В.)[3],
- «Квітучий край» (Тер О. С.)[6].

На лівобережжі Дністра та в Бендерах діють Республіканська громадська організація «Укрпросвіта» ім. Т. Г. Шевченка (голова В. Л. Боднар) та Спілка українців Придністров'я ім. О. М. Бута (голова Л. І. Ткачук), якій підпорядковані районні та міські товариства української культури: у Кам'янці — ім. Т. Г. Шевченка (Стасішен В. П.), у Рибниці — «Поділля» (Палагнюк Б. Т.), у Дубоссарах — «Промінь» (Олійник С. В.), у Григоріополі — «Стожари» (Богуцький П. П.), у Слободзеї (Якименко П. І.), у Тирасполі — «Червона калина» (Коханова А. П.), у Бендерах — «Вітчизна» (Бардук І. В.), у Дністровську — Михайленко В. С.

### Асоціація Української Молоді «Злагода»
Асоціація Української Молоді в Республіці Молдова «Злагода» була створена відповідно до чинного законодавства РМ, відповідно до протоколу установчих зборів організації № 37 засідання Президії Української Громади в РМ від 07.10.2004 р.
Статут організації зареєстрований Міністерством юстиції РМ 14.01.2005 р. Організація акредитована в Бюро міжетнічних відносин РМ, Посольством України в РМ. Керівництво організації бере участь у координаційній раді Української Громади в РМ. Організація є молодіжним крилом Української Громади в Молдові. У своїй діяльності організація керується міжнародними угодами, однією зі сторін яких є РМ, чинним законодавством РМ, партнерськими угодами з іншими громадськими організаціями, як на території РМ, так і за її межами, своїм Статутом.
Організація керується ідеями демократії, територіальної цілісності Республіки Молдова, неприпустимості дискримінації за расовою, статевою, релігійною, національною ознакою.
Організація виступає за:
- консолідацію (об'єднання, зімкнення) української молоді, що проживає на території РМ;
- підвищення соціальної активності української молоді;
- зміцнення братніх, дружніх, ділових відносин із історичною Батьківщиною;
- зміцнення відносин з молодіжними організаціями громад українців, що проживають за межами історичної Батьківщини;
- збереження, збільшення, наступність культурної спадщини українців, що проживають на території РМ;
- за співробітництво молодих українців, як частини громадянського суспільства РМ, з органами державного управління Республіки, у рамках прийняття зазначеними органами молодіжної політики;
- за плідне співробітництво з органами державної влади й організаціями громадянського суспільства РМ, у рамках спільної роботи, спрямованої на успішну інтеграцію РМ у Європейське Співтовариство.

Голова — Дмитро Лекарцев.
На сьогоднішній день у Республіці функціонують 4 зареєстрованих представництва Асоціації Української Молоді «Злагода» у місцях компактного проживання українців у Молдові (Єдинці, Тецкани, Ришкани, Нагорени).
Партнерство зі ЗМІ:
- Державна компанія «ТЕЛЕ-РАДІО Молдова»:
  - телепередачі про українську молодь у рамках Програми «Світанок»;
  - цикл радіопередач, представлених українською молоддю у рамках радіопрограми «Відродження»;
  - представники ЗМІ локального значення (газети, телебачення).

## Населені пункти зі значною кількістю українців
На території, яку контролює уряд Молдови за даними перепису 2004 року кількість українців становлять 282,406 осіб. Найбільша частка українців у Окницькому районі (30,7 %),Бричанському (25,5 %), Ришканському (22,5 %), Єдинецькому (19,8 %) та Глоденському (19,5 %).
Населені пункти із найбільшою кількість українців (понад 1 тисячу, згідно даних перепису населення 2004 року):
Кишинів 58945 осіб (8,3 %), Бєльці 30 288 осіб (23,7 %), Сороки 5250 осіб (15 %), Бричани 4271 особа (48 %), Атаки 3786 осіб (45 %), Братушани 3600 осіб (75 %), Ришкани 3314 особи (30 %), Стурзовка 3194 осіб (65,8 %), Окниця 3082 особи (33 %), Глодяни 2894 особи (27,65 %), Єдинці 2682 особи (17 %), Дрокія 2600 осіб (15,65 %), Дану 2567 осіб (84 %), Тецкани 2525 осіб (91 %), Марамоновка 2354 осіб (88 %), Нігорень 2368 осіб (72 %), Аненій-Ной 2134 особи (25,5 %), Дондушень 2055 осіб (21 %), Липкани 2038 осіб (37 %), Купчінь 1791 особа (24 %), Бессарабка 1757 осіб (15,7 %), Велчінец 1664 особи (87 %), Мошани 1633 особи (94 %), Каларашовка 1564 особи (90,5 %), Булеєшть 1560 осіб (91 %), Красноармєйскоє 1558 осіб (66 %), Медвежа 1489 осіб (90 %), Яблона 1443 осіб (50,5 %), Унгри 1365 осіб (92,5 %), Берлінць 1356 осіб (87 %), Шофринкань 1351 особа (65 %), Флорешти 1332 особи (10 %), Стольничени 1284 особи (85 %), Білявинці 1281 осіб (55 %), Кейнарій-Векі 1262 особи (41,5 %), Богдановка Векь 1215 осіб (90 %), Васілеуць 1191 особа (84 %), Серата-Галбене 1164 особи (25 %), Куніча 1167 осіб (30,4 %), Рекерія 1155 осіб (81 %), Маліновскоє 1112 осіб (89 %), Баронча 1095 осіб (75 %), Куконештій-Ной 1068 осіб (51,3 %), Галагора-де-Сус 1053 особи (92 %).
На території невизнаного Придністров'я за даними перепису 2004 року налічувалося 160 069 українців (28,8 %), які становили майже половину населення Рибницького (45,4 %) та Кам'янського (42,6 %) районів та значну частку населення інших районів республіки.
Найбільша кількість українців була у таких населених пунктах (понад 1 тисячу, згідно даних перепису населення 2004 року):
Тирасполь 48 420 осіб (33,6 %), Рибниця 24 898 (46,4 %), Бендери 17 348 осіб (17,9 %), Дубоссари 8 062 осіб (34,1 %), Ближній Хутір 4 687 осіб (64,3 %), Кам'янка 3476 осіб (33,67 %), Дністровськ 3 390 осіб (27,4 %), Суклея 3054 особи (30,5 %), Первомайськ 2 068 осіб (46,6 %), Єржово 1938 осіб (67,0 %), Рашків 1743 особи (87,0 %), Слободзея 1 696 осіб (10,6 %), Григоріополь 1666 осіб (16,3 %), Воронкове 1 569 осіб (57,3 %), Глинне 1 448 осіб (27,6 %), Катеринівка 1445 осіб (90,3 %), Красненьке 1430 осіб (71,9 %), Шипка 1413 осіб (64,1 %), Паркани 1180 осіб (11,2 %), Незавертайлівка 1100 осіб (23,2 %).
На території Гагаузії єдине село із значною долею українців — Ферапонтіївка, де проживає 670 українців, які складають більшу частину населення села. У Комраті проживав 1121 українець (4,8 %).